# Centre provisoire d'hébergement
 (mai 2014).
Pour les articles homonymes, voir CPH.
En France, un Centre provisoire d'hébergement (CPH) est une structure chargée d'accueillir des réfugiés. Il prend le relai des centres d'accueil de demandeurs d'asile (CADA) pour les personnes qui ont obtenu leur carte de séjour. Il s'agit d'une forme particulière de centre d'hébergement et de réinsertion sociale (CHRS) créée en 1973[réf. nécessaire].
En 2014, la condition d’admission dans un CPH est d’être bénéficiaire du statut de réfugié depuis moins d’un an. La durée du séjour est de six mois. 